# Difesa ucraina
La difesa ucraina è un'apertura degli scacchi caratterizzata dalle mosse:
1. d4 Cf6
2. c4 d6
3. Cc3 e5 (in genere seguite da: 4.Cf3 Cbd7 5.e4)

Introdotta nel 1935 dai giocatori di Kiev, non ha avuto molto successo a causa del ritardo di sviluppo che causa al nero.
È considerata come una variante della difesa vecchia indiana raramente usata nei tornei.

## Codici ECO
- A53 1.d4 Cf6 2.c4 d6 3.Cc3 e5
  - A54 1.d4 Cf6 2.c4 d6 3.Cc3 e5 4.Cf3
    - A55 1.d4 Cf6 2.c4 d6 3.Cc3 e5 4.Cf3 Cbd7 5.e4